# 争取美好生活新秘鲁
争取美好生活新秘鲁（西班牙語：Nuevo Perú por el Buen Vivir），简称新秘鲁，是秘鲁的一个左翼政党。2017年7月10日，“争取民主、主权和公正新秘鲁”组织成立，分裂自争取正义、生活和自由广泛阵线。2024年7月5日，注册为政党，改用现名。该党的意识形态是民主社会主义、进步主义、马里亚特吉主义、反藤森主义。该党的主席是韦罗妮卡·门多萨，秘书长是恩维尔·莱昂。该组织的总部位于利马。该组织是进步国际、拉美社会主义协调和普埃布拉集团的成员。该党的内部派系“加入”是第四国际的常驻观察员。